# Eggelsberg
Eggelsberg est une commune autrichienne du district de Braunau am Inn en Haute-Autriche.

## Géographie
Le domaine communal comprend les vingt-huit localités suivantes (entre parenthèses est mentionné le nombre d'habitants de chacune de ces localités au 1er janvier 2018). La population totale s'élève ainsi à 2 365 habitants.
- Arnstetten (41)
- Autmannsdorf (59)
- Beckenberg (38)
- Bergstetten (75)
- Eggelsberg (818)
- Grossschäding (31)
- Gundertshausen (213)
- Haselreith (40)
- Hehenberg (20)
- Heimhausen (99)
- Hitzging (13)
- Hötzenau (3)
- Ibm (327)
- Kleinschäding (42)
- Meindlsberg (5)
- Miesling (14)
- Oberhaslach (13)
- Oberhaunsberg (18)
- Pippmannsberg (42)
- Revier Eggelsberg (80)
- Revier Gundertshausen (109)
- Revier Heimhausen (61)
- Trametshausen (52)
- Untergrub (6)
- Unterhaunsberg (43)
- Wannersdorf (73)
- Weilbuch (13)
- Weinberg (17)

## Histoire
Eggelsberg a été bavaroise de la fondation du duché de Bavière jusqu'en 1779. Le traité de Teschen transfère l'Innviertel (alors, Innbaiern) à l'Autriche, y compris Eggelsberg.
Pendant les guerres napoléoniennes, Eggelsberg est redevenue bavaroise. Mais en 1814, après le premier exil de Napoléon Ier à l'île d’Elbe, elle a été restituée à la Haute-Autriche, de l’empire d'Autriche.
Le 13 mars 1938, après le rattachement de l'Autriche à l'Allemagne nazie, l'endroit appartenait au Gau Oberdonau (Reichsgau du Danube supérieur). Après 1945, la commune est revenue à la Haute-Autriche.
Adolf Hitler, fils d'un douanier, est né à Braunau am Inn, ville-frontière avec l'Allemagne et qui comprend Eggelsberg dans son district.
Dans le secteur de Gundertshausen qui fait partie de la commune d’Eggelsberg, s'est suicidé deux jours après la fin de la Seconde Guerre mondiale le général SS Friedrich-Wilhelm Krüger, chef de la SS et de la police pour le Gouvernement général de Pologne (partie de la Pologne occupée par la Wehrmacht, non annexée au Troisième Reich), où il s'est rendu coupable de crimes contre l'humanité.

## Personnalités liées à la commune
- Doris Fürk-Hochradl (de) (née en 1981), écrivain
- Alexander Huemer (1972-), peintre vivant et travaillant à Eggelsberg.
- Moritz Moser (de) (né en 1992), joueur de football
- Oliver Pum (de) (né en 1993), compositeur et producteur de musique